# Horváth-Lugossy Gábor
Horváth-Lugossy Gábor (Lajosmizse, 1980. július 23. –) magyar jogász, társasházkezelő-vállalkozó, a Magyarságkutató Intézet korábbi főigazgatója.

## Életútja
2001-ben vették fel a Pázmány Péter Katolikus Egyetem Jog- és Államtudományi Karára, ahol 2006-ban végzett. 2007-től az ELTE-n gazdasági büntetőjog szakjogászképzést hallgatott. 2008-ban közigazgatási-, 2019-ben jogi szakvizsgát szerzett.
2010-től 2012-ig a Nemzeti Fejlesztési Minisztérium közigazgatási államtitkárság munkatársa, majd 2013-tól 2018-ig a Központi Statisztikai Hivatal osztályvezetője volt. 2019 januárjától 2023 márciusáig a Magyarságkutató Intézet főigazgatója.

## Tevékenysége
Horváth-Lugossy Gábor azután kezdett el társasházkezeléssel foglalkozni, hogy a saját lakóházának közös képviselője 2011-ben 10 millió forintos kárt okozva lelépett. Ezt követően joghoz értő lakóként a lakóhelye ügyeit tette rendbe, majd mindezt hasonló megbízások követték, végül megalapította a Magyar Társasház Kft-t. Cége később is jól teljesített, emellett együtt dolgozott akkori közeli jóbarátjával és alternatívtörténelmi harcostársával, Szakács Árpáddal, aki utána több éven át volt a házkezelő cég egyik vezetője. 
Horváth-Lugossy és Szakács szoros kapcsolata bőven túlmutat a Magyar Társasház Kft-n. Kettejüket az irredentizmus és az alternatív történelmi elméletek iránti amatőr rajongás is összekötötte. Horváth-Lugossy alapította meg[mikor?] azt a Szakács szerkesztésében megjelenő Nagy Magyarország című történelmi folyóiratot, illetve az Erdélyország címűt kiadó Kárpátia Stúdió Kft-t, amit Horváth-Lugossy Gábor lakásába jegyeztek be – amely lakás egyúttal a Magyar Közös Képviselők Egyesületének is a székhelye.
Horváth-Lugossy az alapítás után nem sokkal tulajdonosként kiszállt a Kárpátia Stúdió Kft-ből[mikor?], de a kiadványokban továbbra is megjelentek cikkei. Később kapcsolata megromlott Szakáccsal.

## Közösségi tevékenysége
1991-ben cserkész lett. A 2000-es években a Frater Julianus alapítvány erdélyi és csángóföldi tevékenységét segítette. 2002-től a Terror Háza Múzeumban több ezer embernek tartott történelmi tárlatvezetést. Az egyetemi évek alatt parlamenti üléslátogatásokat szervezett egyetemisták részére. 2010-es évektől a Tisztességes Választásért Alapítvány munkájában vett részt, melynek keretében többek között Böjte Csaba árvaházainak (Gyergyószentmiklós, Gyergyószárhegy, Nagyvárad) fejlesztését szervezte. 2011-től – haláláig – Pozsgay Imre munkáját is segítette. Tagja a Magyar Piarista Diákszövetségnek.

## Tisztségei
A Nemzeti Kulturális Alap Bizottsági Tagja 2020. április 1-je óta. A Közművelődés Kollégiuma és a Népművészet Kollégiuma tartozik felügyelete alá.
A Magyarságkutató Intézet főigazgatója volt 2019-től 2023-ig, mely révén igazgatósága idején Nemzeti Kulturális Tanács tagja is volt.

## Családja
Nős, egy lánygyermeke van. Nagybátyja Horváth János, az Országgyűlés korábbi korelnöke.

## Publikációk
Horváth-Lugossy Gábor publikációi az alábbi linken érhetők el.

## Díjai
- A Magyar Érdemrend lovagkeresztje (2022)

## Cikkek, interjúk
- Horváth-Lugossy Gábor és Borvendég Zsuzsanna: Egyre pontosabb képet kapunk történelmünkről. HírTV, 2019. november 7. (Hozzáférés: 2021. május 28.)
- Pataki Tamás: Helyre kell állítanunk az önbecsülést (magyar nyelven). Magyar Nemzet, 2019. június 28. (Hozzáférés: 2021. május 28.)
- Magyarságkutatás és társadalomszolgálat (magyar nyelven). Demokrata, 2020. január 4. (Hozzáférés: 2021. május 28.)
- Pataki Tamás: Erő a megmaradásunkhoz (magyar nyelven). Magyar Nemzet, 2019. december 30. (Hozzáférés: 2021. május 28.)
- Niczky Emőke: Trianon nem egy nap a magyarság történetében (magyar nyelven). Magyar Nemzet, 2020. június 18. (Hozzáférés: 2021. május 28.)
- Kincses Krisztina: Oktatóvideókkal segíti a végzősöket a Magyarságkutató Intézet (magyar nyelven). Magyar Nemzet, 2020. április 6. (Hozzáférés: 2021. május 28.)
- Magyarságkutató Intézet: Négymillió ember figyelmét kell ráirányítani a kommunizmus bűneire (videó) (magyar nyelven). Magyar Nemzet, 2020. február 25. (Hozzáférés: 2021. május 28.)
- Pataki Tamás: Aba Sámuel DNS-e lehet a kulcs az Árpád-ház hun eredetében? (magyar nyelven). Magyar Nemzet, 2020. október 31. (Hozzáférés: 2021. május 28.)
- Pataki Tamás: Győzelem vagy halál, más lehetőség nem volt a pozsonyi csatában | (magyar nyelven). Magyar Nemzet, 2020. december 20. (Hozzáférés: 2021. május 28.)
- Bethlen Istvánról szervez konferenciát a Magyarságkutató Intézet (magyar nyelven). Magyar Nemzet. (Hozzáférés: 2021. május 28.)
- Méltó helyre kerülhetnek Mátyás király földi maradványai (magyar nyelven). Magyar Nemzet. (Hozzáférés: 2021. május 28.)
- Ágoston Balázs: Múltunkról mesélnek az Abák – látogatóközpont lesz az egykori királyi székhelyen (magyar nyelven). Demokrata, 2021. május 10. (Hozzáférés: 2021. május 28.)